# طاهر احمدزاده
طاهر احمدزاده هِرَوی (زاده ۱ خرداد ۱۳۰۰ در مشهد – درگذشته ۹ آذر ۱۳۹۶ مشهد) کنشگر سیاسی ملی-مذهبی و چپ‌گرا و نخستین استاندار خراسان پس از انقلاب ۱۳۵۷ ایران بود.  او در دوران دودمان پهلوی و جمهوری اسلامی بارها بازداشت شد و سال‌ها زندانی بود.  وی از دهه ۱۳۲۰ از همراهان محمدتقی شریعتی در کانون نشر حقایق اسلامی مشهد و از کنشگران نهضت ملی‌شدن نفت و از هواداران نهضت مقاومت ملی ایران بود.
احمدزاده به دلیل گرایشهای چپ و سوسیالیستی خود، پیش و پس از انقلاب بارها به زندان افتاد. وی بین سال‌های ۱۳۳۶ تا ۱۳۵۷ بارها بازداشت و زندانی شد. او یکی از ۱۱۲۶ زندانی سیاسی بود که در آبان ۵۷ از زندان آزاد شدند. وی آخرین بار در سال ۱۳۸۰ در سن هشتاد سالگی از زندان آزاد شد.

## پیش از انقلاب
احمدزاده از همفکران محمدتقی شریعتی و علی شریعتی بود. او بین سال‌های ۱۳۳۶ تا ۱۳۵۷ بارها بازداشت و زندانی شد. او یکی از ۱۱۲۶ زندانی سیاسی بود که در آبان ۵۷ از زندان آزاد شدند.

## پس از انقلاب
طاهر احمدزاده پس از انقلاب از سوی دولت موقت ایران به عنوان نخستین استاندار خراسان انتخاب شد. سیاست‌های چپ‌گرایانه او در این مقام، اعتراض‌های زیادی را برانگیخته بود و سخنرانی‌های او پس از درگذشت سید محمود طالقانی باعث جنجال‌های زیادی شدند. او در مراسم بزرگداشت طالقانی گفته بود:
«پدر طالقانی مظهر مبارزه ضد استعمار و استثمار بود. مسیر طالقانی مسیر امام و انقلاب ما است. خواهران و برادران، هر ثانیه از عمر امام [سید روح‌الله خمینی] را مغتنم بشماریم و پایه‌های انقلاب اسلامی خود را تحکیم بخشیم. باید با صراحت اعلام کنم که انقلاب، به‌طور جدی در معرض خطر قرار گرفته. به خدا قسم زنگ خطر به صدا درآمده، امپریالیسم در انتظار همین معنی است؛ لذا ای امام، ای رهبر انقلاب، ای امام مستضعفین، تو ای امام به اتکاء خلق مستضعف خود پاسخ شنیدی انقلاب در انقلاب را آغاز کن… ما حاضر نیستیم خون‌هایی که دادیم به وسیله عده‌ای انقلابی‌نما، عده‌ای بازیگر، انقلاب به بازی گرفته شود. آیا تجربه صدر اسلام برای ما کافی نیست؟ تجربه صدر اسلام نخستین انقلاب اسلامی که ما دومین انقلاب اسلامی را در تاریخ خود تجربه می‌کنیم. ما تجربه اسلام را داریم. نگذاریم دیگر تکرار شود… ای طالقانی شهید، ای مجاهد کبیر امروز در مزارت تکرار می‌کنیم. ما نیاز به یک انقلاب در انقلاب داریم. امام تنهاست، اما چگونه امام تنهاست در حالی که امام هست و خلق هست، توده مستضعف هست. پس چگونه امام تنهاست. همه گروه‌ها و سازمان‌ها به هر نحو و شکلی باید بتوانند با امام رابطه مستقیم برقرار کنند. طالبشان را بگویند. جریانات مملکت را از زبان‌های مختلف به گوش امام برسانند. اما نمی‌دانم چرا باید تنها و تنها از یک کانال و طریق با امام رهبر امت ارتباط برقرار شود…»

روح‌الله خمینی نیز به اظهارات احمدزاده این‌گونه پاسخ داده بود:
«این کسانی که می‌گویند من تنها هستم اشتباه می‌کنند. این همه انسان‌های خدمتگزار و فداکار در ایران هستند و خدمتگزارند.»

در واکنش، احمد آذری قمی دادستان دادگاه‌های انقلاب اسلامی هم علیه او اعلام جرم کرد. عزت‌الله سحابی از اعضای شورای انقلاب اسلامی ایران گفته بود که خمینی رهبر انقلاب خواستار عزل سه نفر از مقامات اجرایی شده بود که یکی از آن‌ها طاهر احمدزاده بود. به گفته سحابی:
«... دومین فرد که امام با وی شدیداً مخالفت می‌ورزید آقای طاهر احمدزاده بود که در آن زمان استاندار خراسان بود. حتی چند بار مطلع شدیم که آقای خمینی خواسته‌اند که ایشان استعفا بدهد یا برکنار شود ولی شورای انقلاب این امر را به تأخیر می‌انداخت. سرانجام آقا تهدید کرد که این مخالفت را علناً اعلام خواهد کرد و در آن زمان شورای انقلاب جانشینی برای آقای احمدزاده تعیین کرد…» دو نفر دیگر نیز کاظم سامی وزیر بهداشت و رضا اصفهانی معاون وزیر کشاورزی بودند که هر سه نفر آنها به دلیل سیاست‌های چپ‌گرایانه و سوسیالیستی در امور کشاورزی و بهداشتی مورد مخالفت قرار گرفته بودند.
احمدزاده در آذر سال ۱۳۵۸ از استانداری خراسان استعفا داده و جای خود را به حسن غفوری‌فرد داد. وی در انتخابات مجلس خبرگان قانون اساسی در سال ۱۳۵۸ از حوزه خراسان نامزد شده و مورد حمایت ائتلاف گروه‌های چپ مذهبی از جمله سازمان مجاهدین خلق ایران و جاما قرار داشت اما موفق به ورود به مجلس نشد.
او پس از سال ۶۰ به دلیل انتقاد از سیاست‌های جمهوری اسلامی، چند بار به زندان افتاد. وی آخرین بار در سال ۱۳۸۰ در سن هشتاد سالگی از زندان آزاد شد.

## خانواده
طاهر احمدزاده تباری افغان دارد و پدر او پیش از تولدش به مشهد آمده و در آن جا ازدواج کرده بود و چون چهره‌ای محوری در میان افغانستانی‌ها در ایران بود یک بار امان‌الله شاه پادشاه افغانستان در زمان کودکی طاهر به خانه آن‌ها آمده بود. خود او در مورد خانواده خود می‌گوید:
«پدر من تاجر بود. متولد افغانستان بود. بعدها پدر ما به مشهد آمد و در اینجا ازدواج کرد. من هم فرزند ارشد خانواده بودم. ما سه برادر بودیم و دو خواهر. خانه ما هم در محله چهارباغ مشهد بود.»
سه پسر طاهر احمدزاده نیز توسط حکومت پهلوی و جمهوری اسلامی کشته شدند. یکی از پسران او مسعود احمدزاده از بنیان‌گذاران سازمان چریک‌های فدایی خلق ایران بود و در سال ۱۳۵۰ اعدام شد. مجید احمدزاده دیگر فرزند او نیز همراه برادرش در ۱۱ اسفند ۱۳۵۰ اعدام شد. مجتبی احمدزاده پسر کوچک‌تر وی نیز در ۸ آبان ۱۳۶۰ در زندان اوین اعدام شد.

## درگذشت
طاهر احمدزاده روز پنجشنبه ۹ آذر ۱۳۹۶ در سن ۹۶ سالگی درگذشت.